# Tillandsia ultima
Tillandsia ultima är en gräsväxtart som beskrevs av Lyman Bradford Smith. Tillandsia ultima ingår i släktet Tillandsia och familjen Bromeliaceae. Inga underarter finns listade i Catalogue of Life.